# Francesco Vanni
Pour les articles homonymes, voir Vanni.
Francesco Vanni (Sienne, 1563 – Sienne, 26 octobre 1610) est un peintre italien de la période baroque et un graveur de l'école siennoise, influencé par Raphaël,  Federico Barocci et Annibale Carracci.

## Biographie
Francesco Vanni a comme maître son beau-père le peintre Arcangelo Salimbeni, ses études finies, il part à Bologne où il travaille peut-être avec Bartolomeo Passarotti.
Il se rend à Rome vers 1579, il entre en contact avec Giovanni De Vecchi, puis, dans les années 1590, il revient à Sienne, où il se consacre à de nombreuses œuvres d'art sacré, commanditées pour respecter les nouveaux canons artistiques de la Contre-Réforme. Il réalise l'autel de Sant'Ansano, évangéliste et protecteur de la ville, dans le Dôme de Sienne et le maître-autel dans l'église San Niccolò in Sasso.
En 1595, il dessine une vue en plan de Sienne, cette vue  est qualifiée au XXe siècle comme « une photographie avant l'heure ». Par une adresse encore inusitée en son temps, la ville est vue « à vol d'oiseau », malgré les moyens rudimentaires des relevés topographiques de terrain, en dépit des progrès de la Renaissance. Le plan est composé suivant une parfaite perspective axonométrique.    
En 1599, le cardinal Bonviso Bonvisi lui commande la Vision de Saint-François d'Assise pour la chapelle des lucquois de l'église de l'Observance à Lyon. Très admirée, cette œuvre a été acquise par différents collectionneurs, elle se trouve maintenant Rhode Island School of Design à Providence, (Etats -Unis). Reproduit par le graveur Cornelis Galle il sera l'objet de nombreuses copies.    
De 1600 au 1604, il se trouve à Rome où il réalise un retable dans la Basilique Saint-Pierre.
Il est enterré dans l'église Saint-Georges de Sienne. Son monument funéraire, par son fils Raffaello Vanni, date de 1656.

## Œuvres

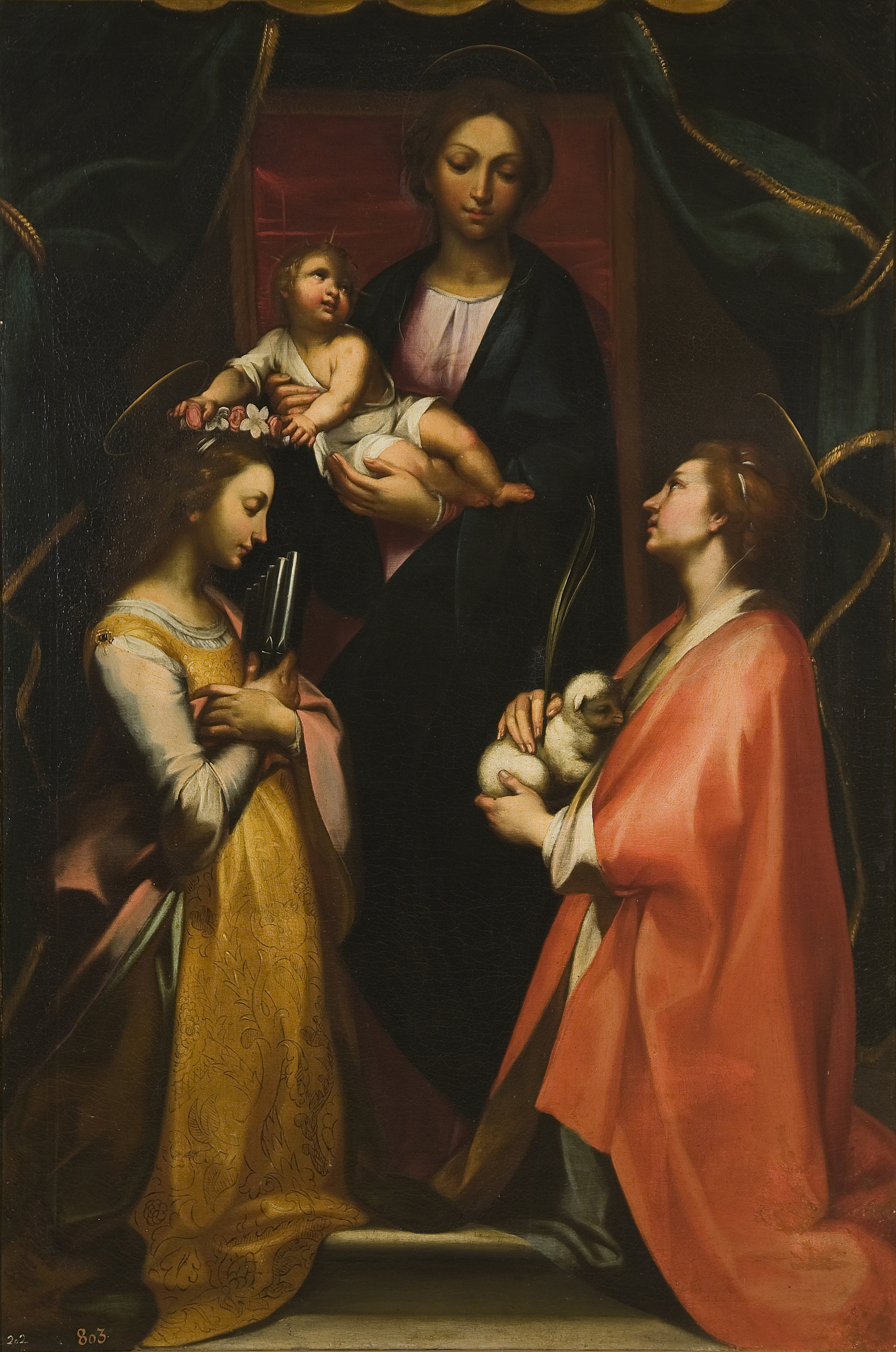
La Vierge et l'enfant, Sainte-Cécile et Sainte Agnès, Musée du Prado

- Autoportrait, avec Ventura Salimbeni, huile sur toile, 85 × 104 cm, corridor de Vasari, musée des Offices, Florence. Portrait de deux frères peintres avec leur mère Battista Focardi et leur beau-père[4].
- Le Mariage mystique de sainte Catherine, 1602, huile sur toile, 67 × 61 cm, galerie Palatine, palais Pitti, Florence. Version réduite du retable pour l'église San Raimondo al Refugio à Sienne[4].
- Madone de Lorette et les saints Paul et François, église San Giovenale, Logna (Cascia)
- Retour de la fuite en Égypte, église San Quirico e Giulitta, Sienne
- Retable de sainte Lucie, église Santa Lucia, Sienne
- La Madone du rosaire avec saint Dominique et sainte Catherine de Sienne, dessin et aquarelle (1590-1592) Ashmolean Museum, Oxford
- Études de figures et d'architecture, plume et encre marron sur papier recto et verso, Courtauld Institute of Art Gallery, Londres
- Vision de Saint-François d'Assise, pour l'église de l'Observance de Lyon, conservée au Rhode Island School of Design à Providence, (Etats -Unis).

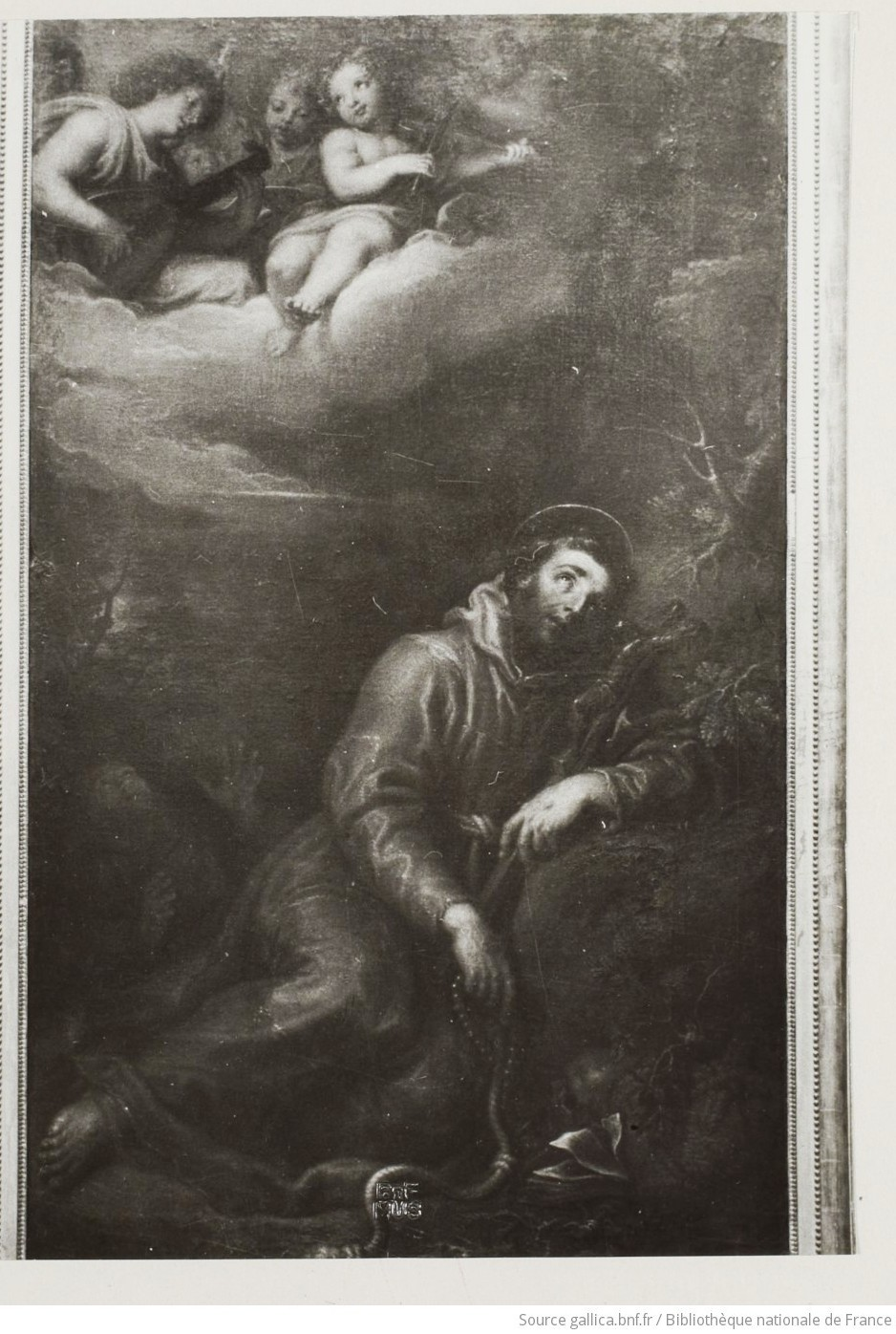
Francesco Vanni _ Vision de Saint François

## Hommages
- En 1634, le portrait de Francesco Vanni est réalisé, posthume, et de source inconnue.